# Велино (река)
Велино (Velino) e река в Средна Италия в регионите Умбрия и Лацио в провинция Риети.
При Терни се влива в Нера.
Извира от Sorgente Capo d'Acqua в планината Monte Pozzoni при Цитареале и е дълга 90 км. Северно от Антродоко тече през пещерата Gole del Velino.
През 272 пр.н.е. / 271 пр.н.е. цензорът Маний Курий Дентат прокопава канал, за да отклони блатистата река Велинус и така се образува водопадът Cascata delle Marmore при Терни. През това време той започва строежа на акведукта от Аниене за Рим, по-късно наречен Анио Ветус.